# Microsoft PowerPoint
Microsoft PowerPoint – program do tworzenia prezentacji multimedialnych wchodzący w skład pakietu biurowego Microsoft Office. PowerPoint jest dostępny dla systemów Microsoft Windows oraz Mac OS. Od wersji 7.0 (dla Windows 95) dostępny w polskiej wersji.

## Historia
Microsoft przejął PowerPointa (Forethought) w 1987 roku od producenta oprogramowania dla komputerów Apple. Firma ta była również właścicielem bazy danych Nashoba’s FileMaker, z którą Microsoft rywalizował bez powodzenia swoim produktem – MicrosoftFile.
W 1990 roku, Microsoft wypuścił na rynek Word, Excel oraz PowerPoint pod wspólną nazwą Microsoft Office, najpierw dla Apple, a później dla Windows.

## Opis
W programie PowerPoint tekst, grafika, filmy lub inne obiekty są przez użytkownika łączone w slajdy. Slajdy mogą być drukowane lub (znacznie częściej) wyświetlane za pomocą monitora albo projektora multimedialnego. Przejścia pomiędzy slajdami, jak również pojawianie się obiektów, można animować na wiele – predefiniowanych przez producenta – sposobów.
Od wersji 2007 prezentacje multimedialne mogą być zapisane w różnych formatach plików jako:
- prezentacja oparta na języku XML *.pptx
- prezentacja oparta na języku XML i zawierająca makra *.pptm
- szablon oparty na języku XML *.potx
- pokaz slajdów, oparty na języku XML, który nie zawiera elementów VBAProject *.ppsx
- pokaz slajdów, oparty na języku XML, który zawiera elementy VBAProject *.ppsxm

a od wersji 2010 można dodatkowo między innymi zapisać w formacie:
- Windows Media Video *.wmv – który daje możliwość obejrzenia prezentacji, gdy nie jest zainstalowany program PowerPoint.

Możliwe jest również zapisywanie prezentacji w formacie zgodnym z PowerPoint 2003, 2002, 2000:
- jako prezentacja multimedialna*.ppt
- jako szablon prezentacji *.pot
- lub jako pokaz slajdów *.pps.

PowerPoint, jak większość tego rodzaju programów, daje możliwość tworzenia szablonów slajdów (np. slajd tytułowy, slajd typu tabela, slajd tekst i wykres itp.). Możliwy jest także wybór wzorca slajdów lub jego samodzielne utworzenie, co pozwala na jednolity wygląd wszystkich slajdów. Slajdy mogą być także całkowicie odmienne i nie wiązać się ze sobą wyglądem.
PowerPoint pozwala na korzystanie z obiektów z całego pakietu Microsoft Office, makr i skryptów pisanych w języku Visual Basic. Program ma jednak spore problemy z obsługą animacji wektorowych i niektórych formatów graficznych, takich jak animowane GIF-y i PNG z przezroczystością. Zdarza się też, że często błędnie interpretuje poprawnie skonstruowane pliki Windows Metafile, niepochodzące z programów pakietu Microsoft Office.

## Wymagania systemowe
Zalecane:
- Procesor 1 GHz lub szybszy
- 512 MB pamięci RAM
- 3,5 GB wolnego miejsca na dysku
- System Windows XP z dodatkiem SP3, Windows Vista z dodatkiem SP2 lub nowszy system operacyjny

Wymagania dodatkowe:
- Internet Explorer 8 lub nowszy
- Adobe Flash Player 10 ActiveX lub nowszy (wymagany jest podczas wklejania do prezentacji filmu z internetu np. z YouTube)

## Podobne oprogramowanie
- OpenOffice.org Impress
- Corel Presentations
- IBM Lotus Symphony
- prezentacje przygotowane w formacie PDF przy pomocy systemów TeX/LaTeX i odpowiednich pakietów, np. Beamer, Prosper
- LibreOffice Impress